# Japonská fotbalová reprezentace
Japonská fotbalová reprezentace reprezentuje Japonsko na mezinárodních fotbalových akcích, jako je mistrovství světa nebo Mistrovství Asie ve fotbale. Japonsko patří mezi nejúspěšnější týmy Asie ve fotbale, třikrát vyhráli Mistrovství Asie a postoupili na poslední čtyři mistrovství světa po sobě.

## Mistrovství světa
Seznam zápasů japonské fotbalové reprezentace na MS
| Rok    | Výsledek                                        | Soupisky |
| ------ | ----------------------------------------------- | -------- |
| 1930   | Bez účasti                                      |          |
| 1934   | Bez účasti                                      |          |
| 1938   | Vzdali                                          |          |
| 1950   | Zákaz účasti                                    |          |
| 1954   | Nepostoupili z kvalifikace                      |          |
| 1958   | Bez účasti                                      |          |
| 1962   | Nepostoupili z kvalifikace                      |          |
| 1966   | Bez účasti                                      |          |
| 1970   | Nepostoupili z kvalifikace                      |          |
| 1974   | Nepostoupili z kvalifikace                      |          |
| 1978   | Nepostoupili z kvalifikace                      |          |
| 1982   | Nepostoupili z kvalifikace                      |          |
| 1986   | Nepostoupili z kvalifikace                      |          |
| 1990   | Nepostoupili z kvalifikace                      |          |
| 1994   | Nepostoupili z kvalifikace                      |          |
| 1998   | nepostoupili ze skupiny                         | soupiska |
| 2002   | Vyřazení v osmifinále Tureckem                  | soupiska |
| 2006   | nepostoupili ze skupiny                         | soupiska |
| 2010   | Vyřazení v osmifinále Paraguayí                 | soupiska |
| 2014   | nepostoupili ze skupiny                         | soupiska |
| 2018   | Vyřazení v osmifinále Belgií                    | soupiska |
| 2022   | Vyřazení v osmifinále Chorvatskem               | Soupiska |
| 2026   | Kvalifikováni (hostitel)                        | Soupiska |
| Celkem | Účast – 7× Zlato – 0×, Stříbro – 0×, Bronz – 0× |          |

## Asijské hry
| Rok    | Výsledek                              | Poř. | Z | V | R | P | BV | BO | Soupisky |
| ------ | ------------------------------------- | ---- | - | - | - | - | -- | -- | -------- |
| 2010   | Vítěz nad Spojenými arabskými emiráty | 1.   |   |   |   |   |    |    |          |
| Celkem |                                       |      |   |   |   |   |    |    |          |